# Bartolomeo Spatafora
Bartolomeo Spatafora, o Spadafora (Messina, 1520 circa – Messina, 26 luglio 1566), è stato un nobile italiano, nobile messinese e patrizio veneziano del Cinquecento, perseguitato dall'Inquisizione per eresia.
Il suo nome ricorre in tutti i grandi processi dell'Inquisizione romana negli anni centrali del Cinquecento come appartenente del gruppo degli "spirituali".

## Biografia
Nacque presumibilmente agli inizi degli anni venti del XVI sec. (la data esatta non è nota).
Membro della nobile famiglia degli Spatafora di Messina, per tutelare alcuni interessi familiari nel 1546 fu a Ratisbona presso Carlo V, poi a Roma, dove fu ospite di Vittoria Colonna; frequentando il suo circolo, divenne amico anche dei cardinali "spirituali" Reginald Pole e Giovanni Morone, oltre che di Pietro Carnesecchi e Michelangelo Buonarroti.
Perseguitato dall'Inquisizione siciliana (che dipendeva da quella spagnola), ma anche dal Sant'Uffizio romano, fu assolto a Roma grazie alla protezione dei suoi potenti amici (che lo aiutarono costantemente anche sul piano economico), ma dichiarato eretico e contumace in patria (con scomunica e confisca dei beni). Si trasferì pertanto a Venezia, dove, per effetto dei servizi resi dai suoi avi alla Serenissima ottenne nel 1550 il privilegio di nobiltà, che lo rendeva un patrizio veneziano a tutti gli effetti. A Venezia si distinse nell'attività oratoria e fu molto amico del potente patrizio Francesco Venier (doge dal 1554 al 1556). Nelle sue orazioni esaltò la perfezione politica e la vocazione religiosa dello Stato veneziano.
Ottenuta nel 1555 la riabilitazione da parte dell'Inquisizione siciliana, grazie alle pressioni veneziane su Carlo V (esercitate dall'ambasciatore Marcantonio Da Mula), nell'ottobre 1556 fu tuttavia arrestato dall'Inquisizione romana, nell'ambito dell'offensiva di papa Paolo IV contro il gruppo degli "spirituali". Nonostante le nuove pressioni diplomatiche veneziane (esercitate stavolta dall'ambasciatore a Roma, Bernardo Navagero), rimase in carcere fino alla morte di Paolo IV (18 agosto 1559), dopodiché rientrò in Sicilia. 
Morì a Messina il 26 luglio 1566. La morte lo sottrasse alla nuova ondata di persecuzione contro gli "spirituali" lanciata da papa Pio V in seguito alla persecuzione della residenza di Giulia Gonzaga a Napoli seguita alla morte di quest'ultima (aprile 1566) e alla scoperta del suo compromettente epistolario, che portò all'arresto, processo ed esecuzione dell'amico Pietro Carnesecchi.